# Montes Meseș
Os Montes Meseş (em romeno:  Munţii Meseşului) são uma cordilheira na Transilvânia, Romênia, que faz parte dos Montes Apuseni. O maior pico é o Pico Măgura Priei, com 996 metros.

## Fotos

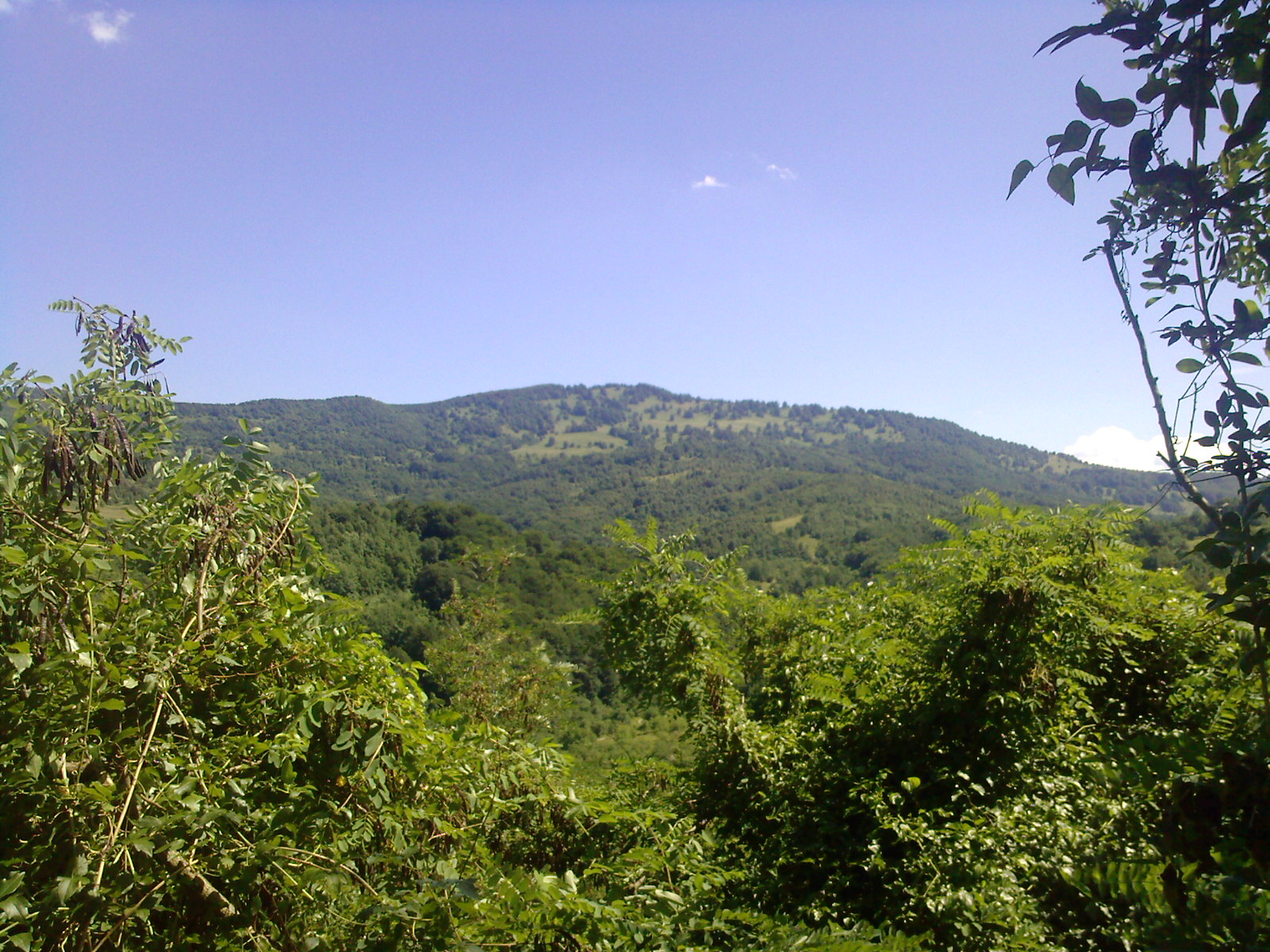
Măgura Priei Peak
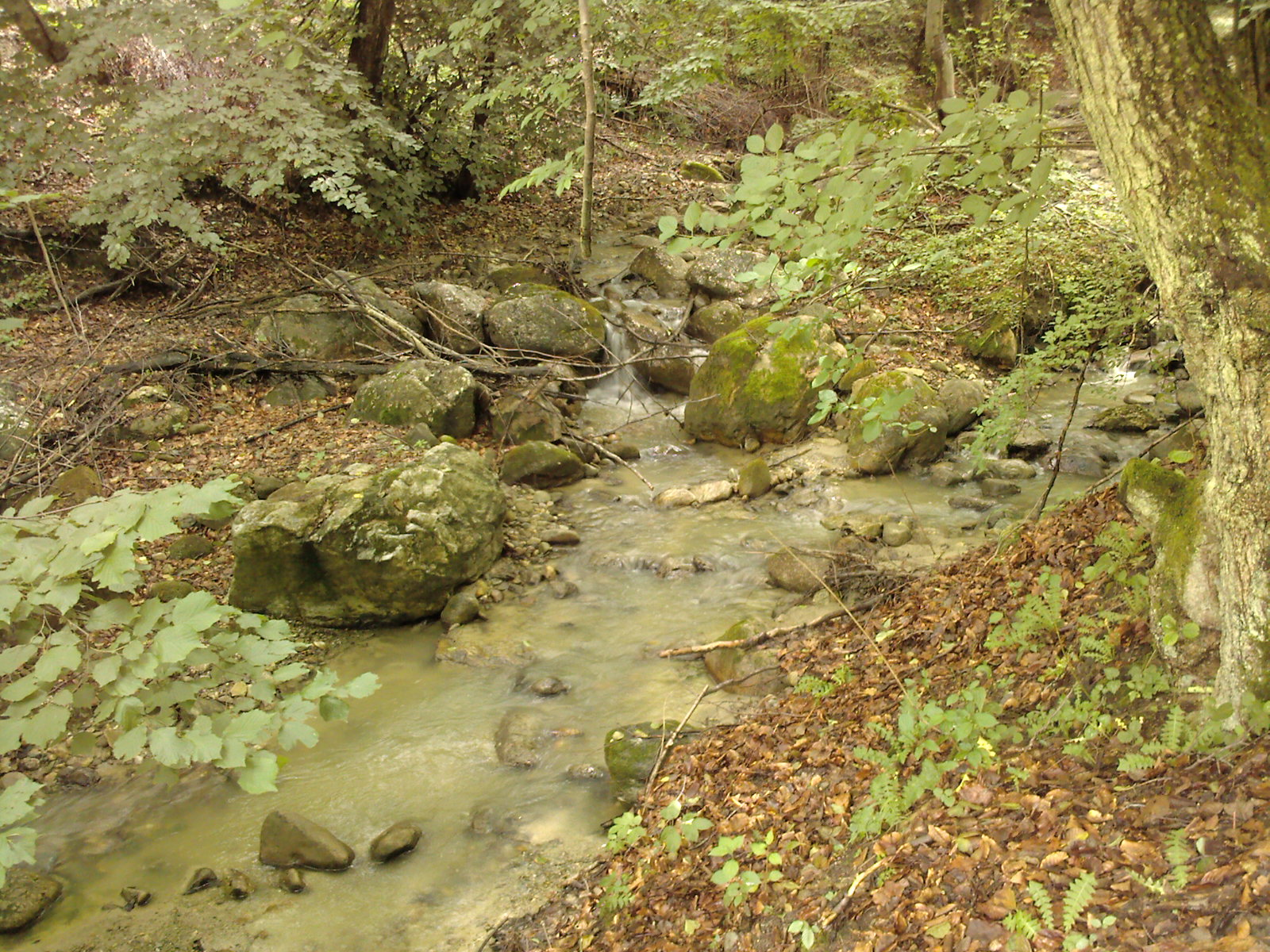
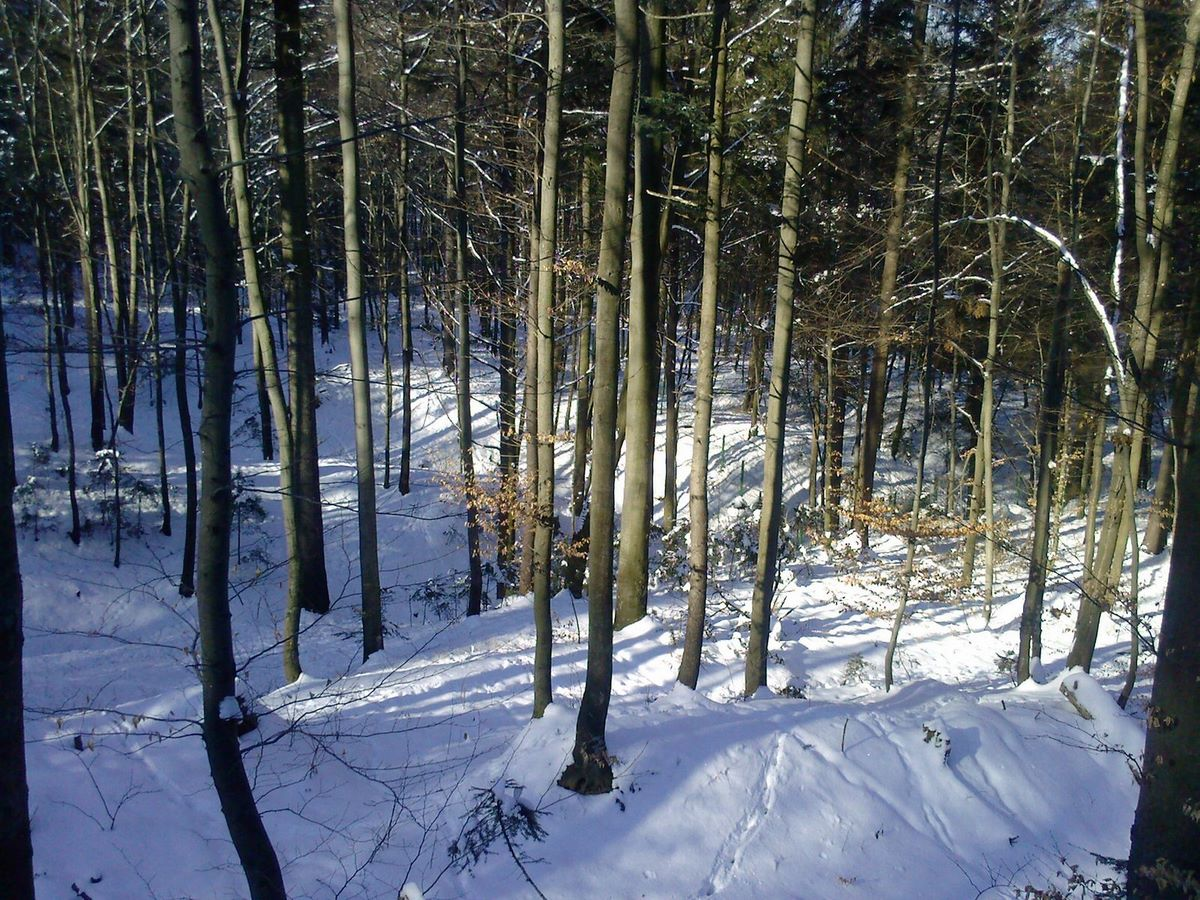
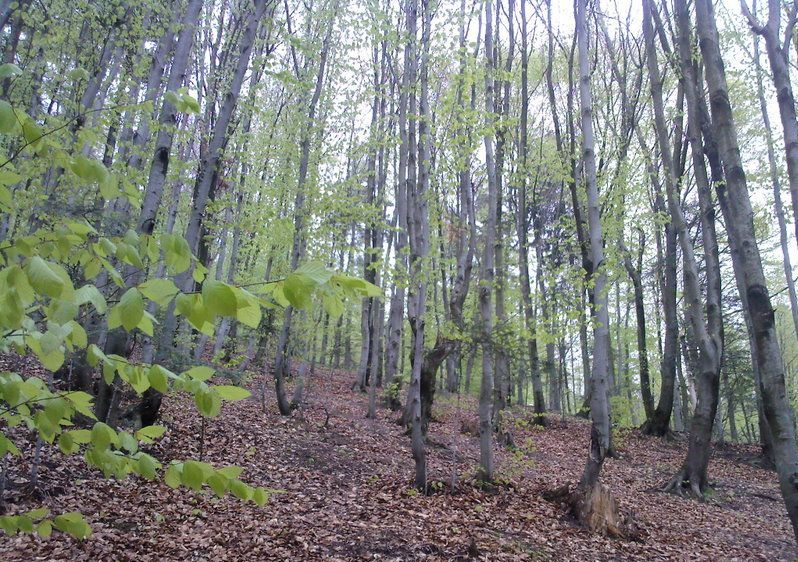
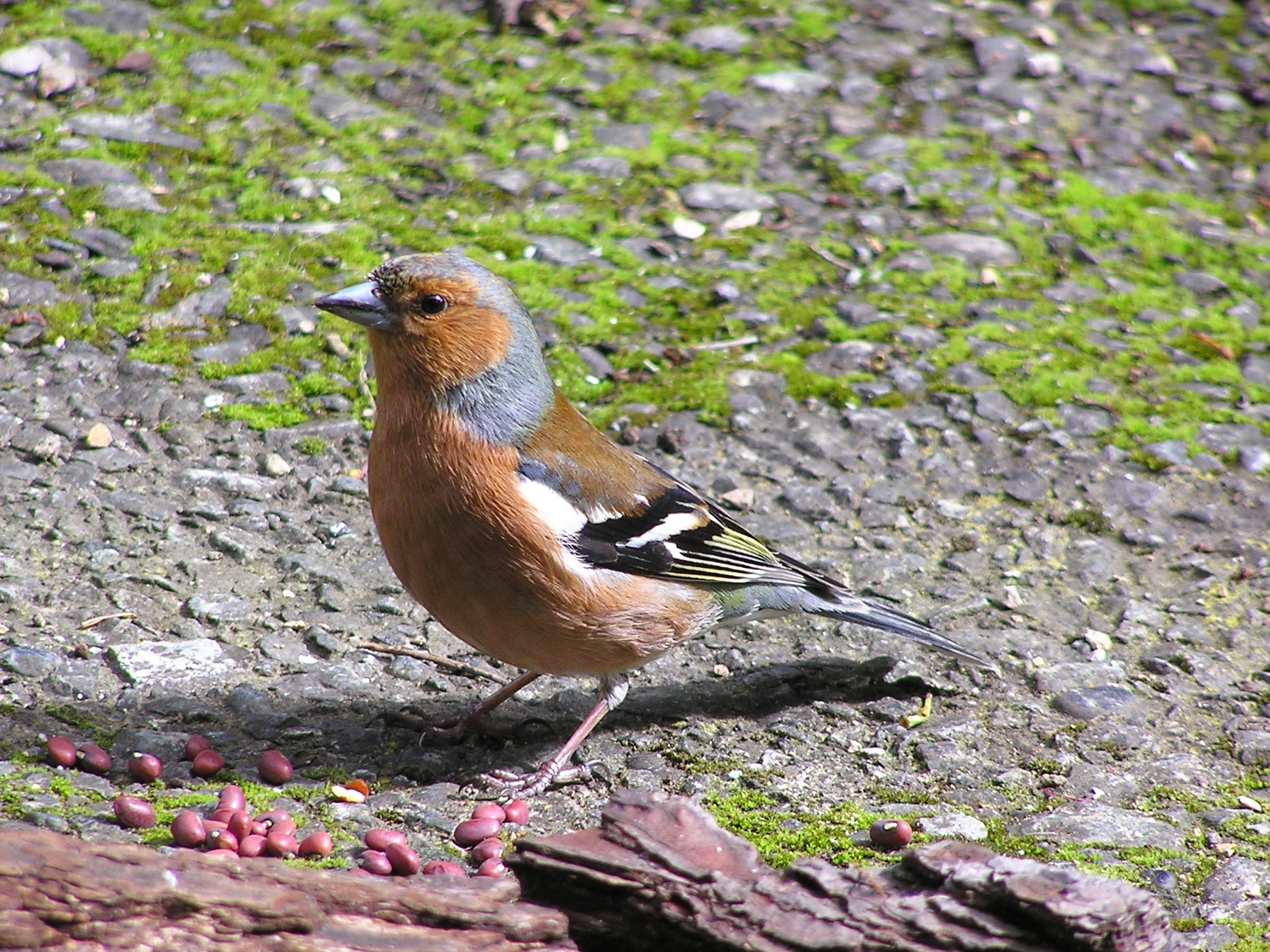
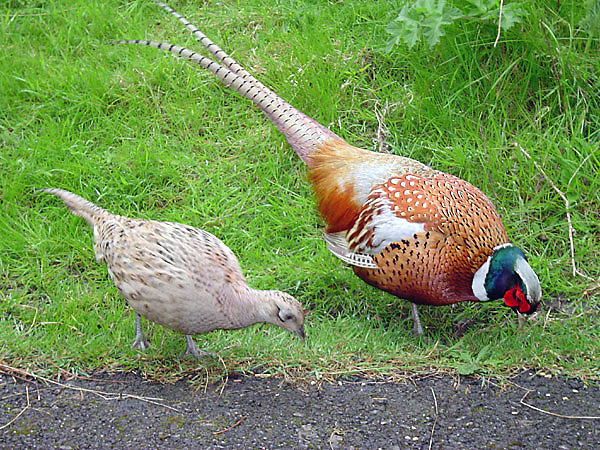